# عبدالهادی الخواجه
عبدالهادی عبدالله حبیل الخواجه فعال حقوق بشر بحرینی-دانمارکی است. او رئیس پیشین سازمان سازمان حقوق بشر بحرین t and co-founder . او از پیکارگران خستگی ناپذیر حقوق بشر در بحرین و خاورمیانه بود. او تا فوریه ۲۰۱۱ هماهنگ کننده پاسداشت حقوق بشر در شمال آفریقا و خاورمیانه بود. 
او عضو شبکه مشاوران مرکز حقوق بشر بین‌المللی به سرپرستی ماری رابینسون رئیس سابق کمیساریای عالی شورای حقوق بشر سازمان ملل متحدبود.
,
خواجه عضو هییت مدیره مرکز مطالعات حقوق بشر سوریه بود. او همچنین از اعضای هییت کمیته عربی نظارت بر حقوق بشر در ۶ کشور عربی بود. مشاور و عضو سازمان عفو بین‌الملل برای حقیقت یابی در عراق.
۹ آوریل ۲۰۱۱ توسط پلیس بحرین دستگیر و شدیداً تحت شکنجه و آزار جنسی قرار گرفت او از معترضین به اشغال بحرین توسط نیروهای عربستانی است..

## زندگی
۱۹۷۷ برای تحصیل به لندن رفت. در سال ۱۹۷۹ گذرنامه او به همراه تعدادی از دانشجویان بحرینی مصادره شد.
در سال ۱۹۸۱ به همراه ۷۳ نفر دیگر محاکمه و به زندانهای ۷ تا ۲۵ سال محکوم شدند..
خواجه سرتا پا شور و عشق و مبارزه بود و لحظه ای از مبارزه برای حقوق بشر کوتاهی نکرد.او مجدد در سال ۲۰۰۴ به زندان افتاد., ". BCHR مرکز حقوق بشر بحرین غیر قانونی شد BCHR", .
.

### سخنرانی عاشورا
او در این سخنرانی مبارزه با ظلم و جور را اساس فلسفه عاشورا دانست.
.
۹ فوریه ۲۰۱۰ که عازم شرکت در کنفرانس حقوق بشر در ترکیه بود در فرودگاه دستگیر شد.

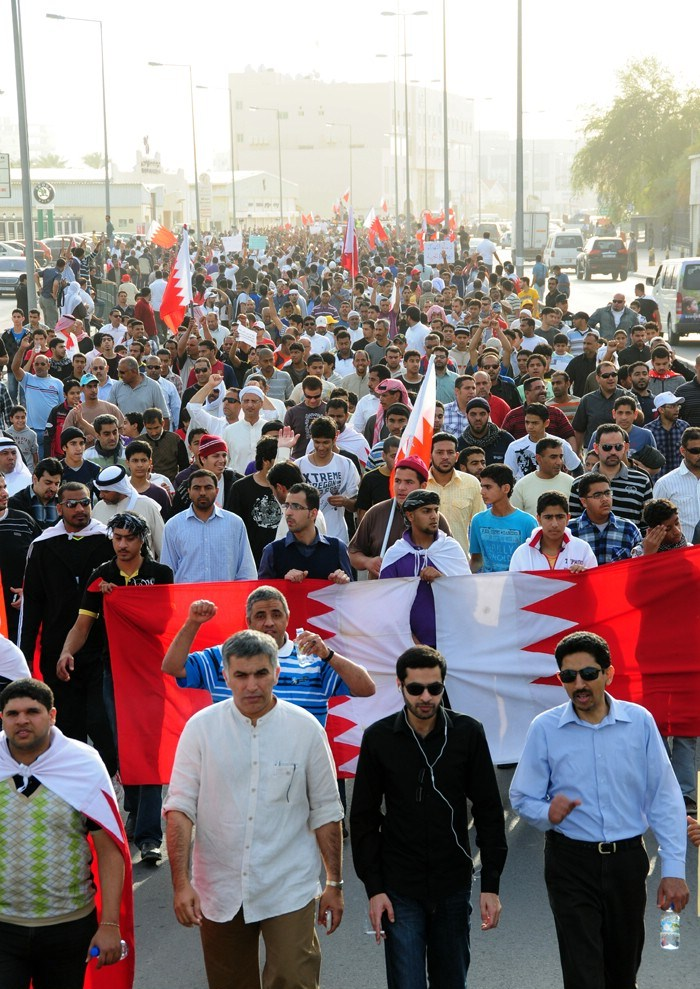

.
.

### شکنجه
به گفته پزشکان معالج او زیر شکنجه‌های جسمی روحی و جنسی قرار داشته‌است.

### محاکمه
۲۰ آوریل ۲۰۱۱ در دادگاه نظامی محاکمه شد..